# Queliceria
Queliceria is een geslacht van spinnen uit de familie trilspinnen (Pholcidae).

## Soorten
Het geslacht kent de volgende soort:
- Queliceria discrepantis González-Sponga, 2003